# 梅田源治
梅田 源治（うめだ げんじ、1936年5月2日 - ）は、日本のプロレスラー。群馬県出身。

## 経歴
- 柔道の経験者で、二段だった[1]。
- 力道山らの活躍に刺激をうけプロレスを志した。
- 1965年（昭和30年）に大同山又道・白頭山らが大阪に興したプロレス団体・東亜プロレスの中心選手として活躍した。
- 全日本L・ヘビー級で芳の里淳三に挑戦した。猛烈なファイトで観客を大いに沸かせたが、健闘むなしくあと一歩のところで惜敗した。